# Żeglarstwo na Letnich Igrzyskach Olimpijskich 2000
Wyniki zawodów żeglarskich na Letnich Igrzyskach Olimpijskich 2000.

## Medaliści

### Mężczyźni
| Klasa   | Złoto                  | Srebro                       | Brąz                           |
| ------- | ---------------------- | ---------------------------- | ------------------------------ |
| Mistral | Christoph Sieber       | Carlos Espínola              | Aaron McIntosh                 |
| Finn    | Iain Percy             | Luca Devoti                  | Fredrik Lööf                   |
| 470     | Tom King Mark Turnbull | Paul Foerster Robert Merrick | Juan de la Fuente Javier Conte |

### Kobiety
| Klasa   | Złoto                           | Srebro                      | Brąz                           |
| ------- | ------------------------------- | --------------------------- | ------------------------------ |
| Mistral | Alessandra Sensini              | Amelie Lux                  | Barbara Kendall                |
| Europa  | Shirley Robertson               | Margriet Matthijsse         | Serena Amato                   |
| 470     | Jenny Armstrong Belinda Stowell | Jennifer Isler Sarah Glaser | Rusłana Taran Ołena Pacholczyk |

### Open
| Klasa   | Złoto                                        | Srebro                                     | Brąz                                                |
| ------- | -------------------------------------------- | ------------------------------------------ | --------------------------------------------------- |
| Laser   | Ben Ainslie                                  | Robert Scheidt                             | Michael Blackburn                                   |
| 49er    | Jyrki Järvi Thomas Johanson                  | Ian Barker Simon Hiscocks                  | Jonathan McKee Charlie McKee                        |
| Star    | Mark Reynolds Magnus Liljedahl               | Ian Walker Mark Covell                     | Torben Grael Marcelo Ferreira                       |
| Tornado | Roman Hagara Hans-Peter Steinacher           | John Forbes Darren Bundock                 | Roland Gäbler René Schwall                          |
| Soling  | Jesper Bank Henrik Blakskjær Thomas Jacobsen | Jochen Schümann Gunnar Bahr Ingo Borkowski | Paul Davis Herman Horn Johannessen Espen Stokkeland |

## Klasyfikacja medalowa
| Klasyfikacja medalowa | Klasyfikacja medalowa | Klasyfikacja medalowa | Klasyfikacja medalowa | Klasyfikacja medalowa | Klasyfikacja medalowa |
| --------------------- | --------------------- | --------------------- | --------------------- | --------------------- | --------------------- |
| Miejsce               | Reprezentacja         | Złoto                 | Srebro                | Brąz                  | Razem                 |
| 1.                    | Wielka Brytania       | 3                     | 2                     | 0                     | 5                     |
| 2.                    | Australia             | 2                     | 1                     | 1                     | 4                     |
| 3.                    | Austria               | 2                     | 0                     | 0                     | 2                     |
| 4.                    | Stany Zjednoczone     | 1                     | 2                     | 1                     | 4                     |
| 5.                    | Włochy                | 1                     | 1                     | 0                     | 2                     |
| 6.                    | Dania                 | 1                     | 0                     | 0                     | 1                     |
| 6.                    | Finlandia             | 1                     | 0                     | 0                     | 1                     |
| 8.                    | Niemcy                | 0                     | 2                     | 1                     | 3                     |
| 9.                    | Argentyna             | 0                     | 1                     | 2                     | 3                     |
| 10.                   | Brazylia              | 0                     | 1                     | 1                     | 2                     |
| 11.                   | Holandia              | 0                     | 1                     | 0                     | 1                     |
| 12.                   | Nowa Zelandia         | 0                     | 0                     | 2                     | 2                     |
| 13.                   | Norwegia              | 0                     | 0                     | 1                     | 1                     |
| 13.                   | Szwecja               | 0                     | 0                     | 1                     | 1                     |
| 13.                   | Ukraina               | 0                     | 0                     | 1                     | 1                     |